# Андрей (Сухенко)
Архиепископ Андрей (в миру Евгений Александрович Сухенко; 5 сентября 1900, село Озеряны — 17 июня 1973, Псково-Печерский монастырь) — епископ Русской православной церкви, архиепископ Омский и Тюменский.

## Семья и образование
Родился в семье агронома, управляющего имением местного помещика. Окончил сельскую начальную школу, учился в Переяславской гимназии, окончил Киевскую 3-ю гимназию (1918).
Учился в Киевской духовной академии, а после её закрытия, в течение четырёх лет — в Киевском институте народного хозяйства. Одновременно слушал лекции по богословским наукам, которые на дому читали профессора Киевского университета и духовной академии. Одновременно с учёбой был секретарём и иподиаконом викария Киевской епархии епископа Георгия (Делиева).

## Священнослужитель
6 декабря 1927 года архиепископом Каневским Василием (Богдашевским) рукоположён целибатом в сан диакона.
25 декабря 1927 года епископом Георгием (Делиевым) — в сан священника и назначен настоятелем Успенской церкви в с. Новый Быков Черниговской епархии.
С 8 ноября 1930 года — священник Свято-Андреевского собора в Киеве.
27 ноября 1932 года архиепископом Киевским Сергием (Гришиным) пострижен в монашество.
6 декабря 1932 года возведён в сан игумена.
С 15 мая 1933 служил в Свято-Троицкой церкви местечка Носовки Черниговской области.
2 августа 1934 года возведён в сан архимандрита. Служил на приходах Черниговской, Киевской, Костромской епархий.
19 октября 1937 года был арестован в селе Успенье ныне Парфеньевского района Костромской области. 28 октября 1937 осуждён тройкой при УНКВД по Ярославской области на 8 лет лишения свободы. Срок заключения отбывал в городе Ирбите Свердловской области в Севураллаге. 19 октября 1945 года срок его заключения истёк, но архимандрит Андрей был оставлен в лагере и освобождён лишь 16 июля 1946 года.
С 24 августа 1946 года — настоятель сельского храма в Харьковской области. В 1947 года — настоятель Благовещенского кафедрального собора города Харькова.

## Архиерей
12 декабря 1947 года определён быть епископом Черновицким и Буковинским.
23 февраля 1948 года в зале заседаний Священного синода было совершено наречение архимандрита Андрея в сан епископа Черновицкого и Буковинского.
25 февраля 1948 года — хиротонисан в Богоявленском Елоховском соборе Москвы в сан епископа Черновицкого и Буковинского. Хиротонию совершали: патриарх Московский и всея Руси Алексий I, митрополиты Крутицкий и Коломенский Николай (Ярушевич), Киевский и Галицкий, экзарх Украины, Иоанн (Соколов), Ленинградский и Новгородский Григорий (Чуков), архиепископы Астраханский и Сталинградский Филипп (Ставицкий); Уфимский и Башкирский Иоанн (Братолюбов); Чкаловский и Бузулукский Мануил (Лемешевский); Днепропетровский и Запорожский Андрей (Комаров); Минский и Белорусский Питирим (Свиридов) и епископы: Челябинский и Златоустовский Ювеналий (Килин), Можайский Макарий (Даев), Свердловский и Ирбитский Товия (Остроумов), Калужский и Боровский Онисифор (Пономарёв); Казанский и Татарский Гермоген (Кожин), Ташкентский и Средне-Азиатский Гурий (Егоров), Житомирский и Овручский Александр (Виноградов)
С 27 декабря 1951 года управлял также Винницкой епархией, с 1953 года — Каменец-Подольской епархией.
С 9 февраля 1954 года — епископ Винницкий и Брацлавский с одновременным управлением Хмельницкой (бывшей Каменец-Подольской) епархией.
С 17 октября 1955 года — епископ Черниговский и Нежинский.
22 сентября 1956 года возведён в сан архиепископа.
В 1958 года ему поручалось временное управление Житомирской, в 1960 году — Харьковской епархиями.
В мае 1959 года вступил во временное управление «на постоянной основе» Сумской епархией, возглавление которой самостоятельным епископом было приостановлено гражданскими властями.
В январе 1960 года в составе делегации РПЦ ездил на погребение Католикоса-Патриарха Мелхиседека III (Пхаладзе) в Тбилиси.
2 октября 1961 года был освобождён от управления Черниговской и Сумской епархиями согласно прошению (в связи с возбуждением против него уголовного дела).
24 декабря 1961 года был приговорён Черниговским облсудом к восьми годам лишения свободы по обвинению в экономических преступлениях (растрате денег) и «безнравственном поведении». Подлинной причиной его осуждения стало оказание сопротивления властям, закрывавшим храмы и монастыри в период гонений на церковь при Никите Хрущёве. Срок заключения отбывал в лагерном пункте № 2 города Микунь Коми АССР. В лагере над архиепископом Андреем издевались, что позднее привело к нервному расстройству.

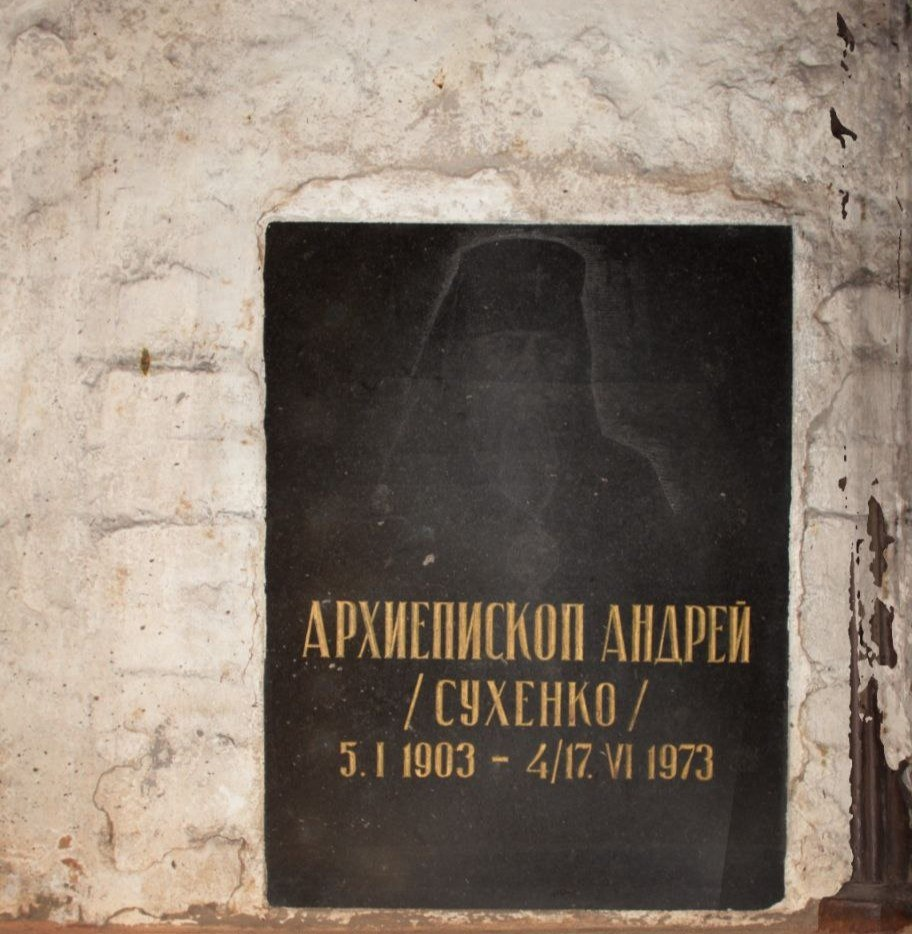
Место погребения архиепископа Андрея (Сухенко)

24 декабря 1964 года по протесту Генерального прокурора СССР дело было пересмотрено и срок наказания снижен до пяти лет. После отбытия двух третей срока был условно-досрочно освобождён и жил на покое в Псково-Печерском монастыре.
В августе 1968 года в связи со снятием судимости обратился к патриарху c просьбой о назначении на вакантную кафедру.
С 16 декабря 1969 года — архиепископ Омский и Тюменский. Его назначение фактически свидетельствовало о том, что церковь считает обвинения в адрес архиерея недостоверными. Однако управлял епархией он недолго, так как заключение в лагере привело к тяжёлой психической болезни. Архиепископ Василий (Кривошеин) вспоминал о встрече с владыкой Андреем во время Поместного собора 1971 года:

На Соборе архиепископ Андрей обращал на себя внимание своим странным поведением: ни с кем не разговаривал, непрерывно блаженно улыбался, смотрел перед собою в пространство каким-то неопределённым мутным взглядом. Во всём его виде было что-то бесконечно трагическое.

2 февраля 1972 года был отправлен на покой в связи с болезненным состоянием. Возвратился в Псково-Печерский монастырь, где в следующем году скончался. Похоронен в монастырских пещерах.